# La Lettre (journal)
Pour les articles homonymes, voir La Lettre.
La Lettre (anciennement La Lettre A) est un quotidien d'enquête, devenu numérique, sur la politique, les entreprises et les médias en France. Publiée à Paris par le groupe de presse Indigo Publications, elle se donne pour objectif de décrypter les réseaux de pouvoir et d'en dévoiler les coulisses.

## Histoire
Alors éditée toutes les semaines en format papier, La Lettre a été créée en 1978, par Alain Dumait, qui était journaliste à L'Express. En 1993, la publication est rachetée par la société Immopresse dirigée par Jean-Michel Quatrepoint, ancien journaliste du Monde, qui a également dirigé les rédactions de l'Agefi, de La Tribune et du Nouvel Économiste.
En 2007, Indigo Publications, dirigé par le journaliste Maurice Botbol, fait l'acquisition de La Lettre A  auprès d'Immopresse et lance en même temps le site LaLettreA.fr.
En mai 2016, La Lettre A publie son dernier exemplaire papier tout en conservant le rythme hebdomadaire et une édition PDF.
En mars 2018, La Lettre A devient un quotidien paraissant sur le web du lundi au vendredi. Dans le même temps, la publication PresseNews, acquise par Indigo Publications en 2011 rejoint la rédaction de La Lettre A.
Konbini est condamné en 2022 pour procédure abusive après avoir poursuivi pour diffamation La Lettre A, ce que Libération décrit comme une procédure-bâillon.
Déficitaire au moment de sa reprise par Indigo Publications en 2007, La Lettre voit son chiffre d'affaires augmenter de 22 % en 2021 et 2022 et sa situation se redresser.
Le 9 octobre 2023, le titre est simplifié passant de La Lettre A à La Lettre. L'éditeur Indigo Publications annonce aussi prévoir la traduction en anglais de certains de ses articles à partir de juin 2024. En 2023, un bureau est ouvert à Bruxelles ; l'équipe de rédaction compte 14 journalistes  ; une partie des salariés doit déménager en décembre dans de nouveaux locaux dans le 11e arrondissement de Paris.

## Ligne éditoriale
La Lettre n'accepte pas de publicité, et n'exerce pas d'activité externe à la presse. Son chiffre d'affaires provient des recettes de ses lecteurs (abonnements, ventes à l'unité).
Elle estime que ce modèle préserve son indépendance éditoriale. Celle-ci est garantie économiquement par la société éditrice, Indigo Publications, créée par des journalistes en 1981 et dont le capital est détenu uniquement par des personnes individuelles.

## Enquêtes
La Lettre affirme publier essentiellement des informations exclusives sur les pouvoirs politique, économique et médiatique en France.
La Lettre A a notamment révélé que les équipes du candidat Les Républicains à l'élection présidentielle de 2017, François Fillon, ont fait envoyer des courriels très ciblés à des lecteurs de certains médias, en fonction de leurs centres d'intérêt présumés. La publication a souligné que 2,54 millions de personnes avaient reçu des courriels de la part du parti politique au cours du mois d'avril 2017. Interpellés par le titre de l'article de La Lettre A — « Comment Fillon a spammé les lecteurs du Figaro, L'Obs, Les Échos et La Croix » — ces organes de presse ont réagi via un communiqué visant à démentir ces propos « graves et diffamants »[réf. à confirmer]. « Ni La Croix ni le groupe Les Échos (etc.) n'ont jamais loué leurs adresses dans le cadre de la campagne présidentielle 2017 », ont-ils précisé. Ces derniers ne savaient pas que les courriels récupérés via leur site seraient loués à une équipe politique. La Lettre A a aussi dévoilé en octobre 2017 que la société de conseil de François Fillon, 2F Conseil, lui avait versé 144 000 € des 312 732 € de chiffre d'affaires 2016, soit 16 000 € par mois de rémunération entre 2013 et 2016.
En septembre 2017, La Lettre A a révélé l'information selon laquelle le Parti socialiste avait hypothéqué son siège de la rue de Solférino pour boucler un emprunt auprès du Crédit coopératif destiné à financer la campagne de Benoît Hamon,. Cette information avait été confirmée quelques jours plus tard à l'AFP par le trésorier du PS, Jean-François Debat.
La Lettre A a révélé en septembre 2017 que la région Île-de-France avait loué entre 2012 et 2017 l'hôtel particulier Fortuny à la société de production d'Albert Dupontel pour 300 euros par semaine alors que ce bâtiment classé monument historique était estimé à plus de 9 millions d'euros.
Ces révélations lui ont parfois valu des poursuites judiciaires. En témoigne notamment la plainte déposée par l'équipe d'En Marche à la suite de la publication par La Lettre A de l'article « Qui étaient les premiers (grands) donateurs d'En Marche ? » publié le 11 mai 2017, quelques jours après le second tour de l'élection présidentielle française. Cette plainte pour « recel d'atteinte à un système de traitement automatisé de données » après cet article s'appuyant sur des éléments tirés des « MacronLeaks » a été très commentée,. Le procureur chargé de l'affaire a décidé de ne pas poursuivre le directeur de la publication.
La Lettre A a également mis en lumière en avril 2018 une défaillance militaire d'envergure en révélant que le missile de croisière naval (MdCN) de MBDA, utilisé pour la première fois au feu le 14 avril dans le cadre de l'intervention des forces armées françaises contre le régime syrien, avait connu des ratés.